# Carposina epomiana
Carposina epomiana là một loài bướm đêm thuộc họ Carposinidae. Nó là loài đặc hữu của New Zealand.
Sải cánh dài khoảng 17 mm. 